# غابرييل فوتريخ
غابرييل فوتريخ هو لاعب كرة قدم سويسري في مركز حراسة المرمى، ولد في 28 أغسطس 1981 في Échallens ‏ في سويسرا. لعب مع كارل زايس يينا ونادي بيل-بيين ونادي سانت غالن ونادي فادوتس ونادي لوزيرن ونادي لوغانو ونادي نوشاتل زاماكس.

## وصلات خارجية
- غابرييل فوتريخ على موقع قاعدة بيانات كرة القدم.إي يو (الإنجليزية)
- غابرييل فوتريخ على موقع عالم كرة القدم.نت (الإنجليزية)